# Supercoupe du Japon de football 2012
Navigation
Édition précédente Édition suivante
L'édition 2012 de la Supercoupe du Japon est la 19e de la Supercoupe du Japon et se déroule le 3 février 2012 au Stade olympique national à Tokyo au Japon.
Les règles du match sont les suivantes : la durée de la rencontre est de 90 minutes, puis, en cas de match nul, les deux équipes se départageront directement lors d'une séance de tirs au but.
Le match oppose le Kashiwa Reysol, vainqueur de la J League 2011, face au FC Tokyo, vainqueur de la Coupe du Japon 2011.

## Feuille de match
| Kashiwa ·         |                   |     |
| Titulaires :      |                   |     |
|                   |                   |     |
| 21                | Takanori Sugeno   |     |
| 04                | Hiroki Sakai      |     |
| 05                | Tatsuya Masushima |     |
| 03                | Naoya Kondo       |     |
| 22                | Wataru Hashimoto  |     |
| 10                | Leandro Domingues |     |
| 20                | Akimi Barada      |     |
| 07                | Hidekazu Otani    | 82e |
| 15                | Jorge Wagner      |     |
| 18                | Junya Tanaka      | 70e |
| 09                | Hideaki Kitajima  | 70e |
|                   |                   |     |
| Remplaçants :     |                   |     |
| 16                | Koji Inada        |     |
| 06                | Daisuke Nasu      |     |
| 17                | An Yong-hak       | 82e |
| 29                | Koki Mizuno       |     |
| 19                | Masato Kudo       |     |
| 25                | Ricardo Lobo      | 70e |
| 08                | Masakatsu Sawa    | 70e |
|                   |                   |     |
| Entraîneur :      |                   |     |
| Nelsinho Baptista |                   |     |

| Tokyo ·       |                     |     |
| Titulaires :  |                     |     |
|               |                     |     |
| 01            | Hitoshi Shiota      |     |
| 33            | Kenta Mukuhara      |     |
| 02            | Yuhei Tokunaga      |     |
| 03            | Masato Morishige    |     |
| 06            | Kosuke Ota          |     |
| 10            | Yohei Kajiyama      |     |
| 04            | Hideto Takahashi    | 85e |
| 18            | Naohiro Ishikawa    | 58e |
| 08            | Ariajasuru Hasegawa |     |
| 39            | Tatsuya Yazawa      | 73e |
| 49            | Lucas Severino      |     |
|               |                     |     |
| Remplaçants : |                     |     |
| 20            | Shuichi Gonda       |     |
| 05            | Kenichi Kaga        |     |
| 27            | Sotan Tanabe        |     |
| 17            | Hiroki Kawano       | 85e |
| 22            | Naotake Hanyu       | 73e |
| 13            | Sota Hirayama       |     |
| 11            | Kazuma Watanabe     | 58e |
|               |                     |     |
| Entraîneur :  |                     |     |
| Ranko Popović |                     |     |

| Kashiwa ·         |                   |     |
| Titulaires :      |                   |     |
|                   |                   |     |
| 21                | Takanori Sugeno   |     |
| 04                | Hiroki Sakai      |     |
| 05                | Tatsuya Masushima |     |
| 03                | Naoya Kondo       |     |
| 22                | Wataru Hashimoto  |     |
| 10                | Leandro Domingues |     |
| 20                | Akimi Barada      |     |
| 07                | Hidekazu Otani    | 82e |
| 15                | Jorge Wagner      |     |
| 18                | Junya Tanaka      | 70e |
| 09                | Hideaki Kitajima  | 70e |
|                   |                   |     |
| Remplaçants :     |                   |     |
| 16                | Koji Inada        |     |
| 06                | Daisuke Nasu      |     |
| 17                | An Yong-hak       | 82e |
| 29                | Koki Mizuno       |     |
| 19                | Masato Kudo       |     |
| 25                | Ricardo Lobo      | 70e |
| 08                | Masakatsu Sawa    | 70e |
|                   |                   |     |
| Entraîneur :      |                   |     |
| Nelsinho Baptista |                   |     |

| Tokyo ·       |                     |     |
| Titulaires :  |                     |     |
|               |                     |     |
| 01            | Hitoshi Shiota      |     |
| 33            | Kenta Mukuhara      |     |
| 02            | Yuhei Tokunaga      |     |
| 03            | Masato Morishige    |     |
| 06            | Kosuke Ota          |     |
| 10            | Yohei Kajiyama      |     |
| 04            | Hideto Takahashi    | 85e |
| 18            | Naohiro Ishikawa    | 58e |
| 08            | Ariajasuru Hasegawa |     |
| 39            | Tatsuya Yazawa      | 73e |
| 49            | Lucas Severino      |     |
|               |                     |     |
| Remplaçants : |                     |     |
| 20            | Shuichi Gonda       |     |
| 05            | Kenichi Kaga        |     |
| 27            | Sotan Tanabe        |     |
| 17            | Hiroki Kawano       | 85e |
| 22            | Naotake Hanyu       | 73e |
| 13            | Sota Hirayama       |     |
| 11            | Kazuma Watanabe     | 58e |
|               |                     |     |
| Entraîneur :  |                     |     |
| Ranko Popović |                     |     |